# Salmonicultura en Chile

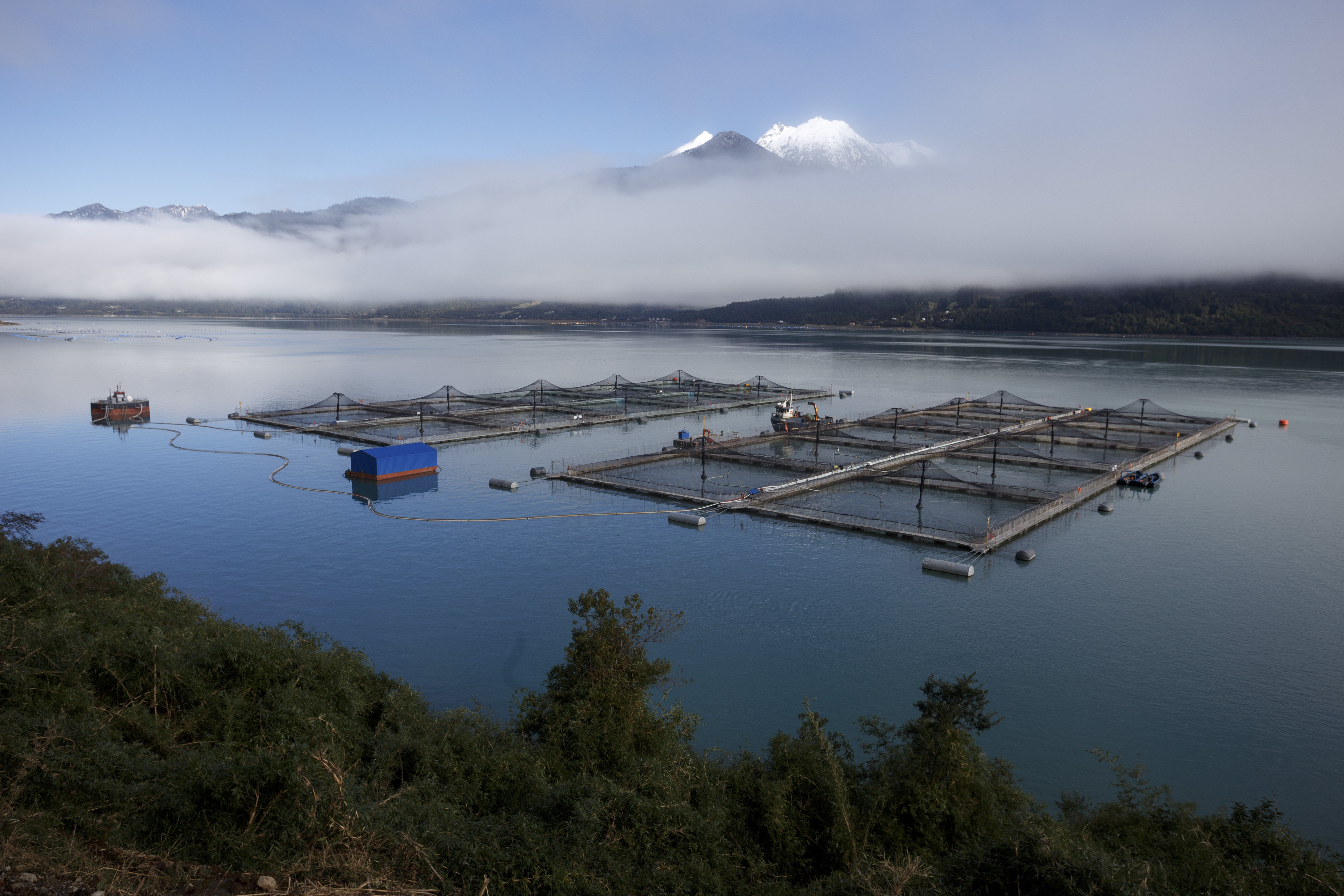
Centro de cultivo en estuario de Reloncaví, Región de Los Lagos.

La salmonicultura es la principal actividad de cultivo de la acuicultura chilena y es también una de las industrias más importantes del país. Chile es el segundo mayor productor del mundo de salmón del Atlántico, con aproximadamente un 27,1 % de la producción mundial para el año 2018 —660 000 toneladas—, ubicado por detrás de Noruega. También es el primer productor mundial de salmón Coho —con 174 000 toneladas en 2018— y uno de los principales productores de trucha arcoíris.
En 2019, la exportaciones de salmón y trucha llegaron a 5135 millones de dólares, convirtiéndose el salmón en el principal producto de exportación no minero del país.
En la actualidad el cultivo de salmones se desarrolla principalmente desde la Región de La Araucanía hasta Tierra del Fuego, con la ciudad de Puerto Montt como núcleo y el mar interior de la Región de Los Lagos y los canales y fiordos de Aysén como principales zonas de producción.

## Historia
Los primeros intentos de introducción de especies salmonídeas en los ríos de Chile datan de la segunda mitad del siglo XIX, con los intentos fallidos de empresarios como Luis Cousiño y José Tomás Urmeneta. Isidora Goyenechea —viuda de Luis Cousiño— habría realizado, con ovas importadas de Escocia, la primera siembra de alevines en el río Chivilingo (al sur de Lota) en la década de 1880. En ese mismo periodo, el Estado de Chile inició ensayos de internación de salmones —con ovas importadas de países como Francia y Estados Unidos— que duraron hasta comienzos del siglo XX, sin éxito.
En 1905 se inauguró la piscicultura Río Blanco, ubicada en el río del mismo nombre, en el valle del Aconcagua, con ovas traídas de Alemania. En las décadas siguientes se crearon pisciculturas estatales para producción salmonídea en Lautaro (1916), Polcura (1952) y Pullinque (1971).
En 1930 la Sociedad Explotadora de Tierra del Fuego sembró salmones en todos los ríos de sus estancias en Magallanes y Tierra del Fuego.
Entre 1967 y 1973 la División de Pesca y Caza del Servicio Agrícola Ganadero realizó cultivos experimentales de truchas salmonídeas en balsas jaulas en la laguna Trupán, en laguna La Poza (Puerto Varas) y en el lago Panguipulli. En 1971 una tonelada de truchas producidas en La Poza fue comercializada en el Terminal Pesquero de Santiago.

Un hito clave también fue el «Programa de introducción del salmón del Pacífico en Chile», iniciado en 1969. Se trató de un convenio de colaboración suscrito entre el Estado de Chile y el gobierno de Japón —a través de su Agencia de Cooperación Internacional—, para introducir salmónidos en la zona austral del país. Una de las obras más importantes de este programa fue la inauguración de la Piscicultura Dr. Yoshikazu Shiraishi, localizada en la ciudad de Coyhaique, a orillas del río Simpson. El programa tenía como objetivo introducir el salmón chum, el salmón cereza y el salmón rosado en los ríos de Aysén y Magallanes; terminaría en 1987, después de sembrar más de 27 millones de alevines de distintas especies, sin cumplir esta meta, pero su ejecución permitió la formación y especialización de decenas de profesionales chilenos en salmonicultura, además de la generación de conocimiento biológico pesquero e infraestructura.

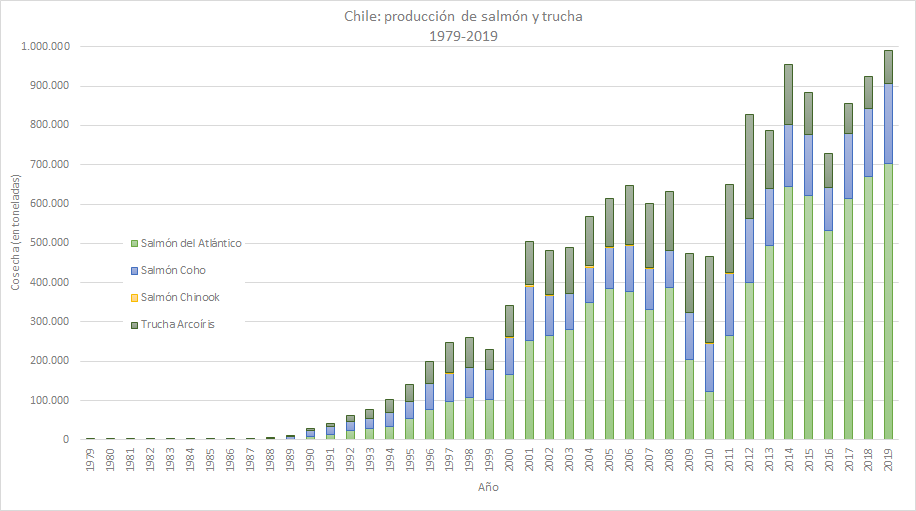
Producción anual de la industria salmonera chilena (1979-2019).

### Cultivo comercial
En 1974 la empresa chilena Piscicultura Lago Llanquihue Ltda. comenzó con el cultivo de truchas en el río Pescado, Puerto Varas. En ese mismo periodo la empresa estadounidense Union Carbide, a través de su filial Domsea Pesquera Chile, comenzó en Curaco de Vélez, Chiloé, la producción comercial de salmón Coho y salmón Chinook mediante el sistema abierto (sea ranching). En 1979, Nichiro Chile —de capitales japoneses— y la chilena Mytilus iniciaron el cultivo de salmón Coho con balsas jaulas en el mar, en Chinquihue (Puerto Montt) y en estero Huito (Calbuco), respectivamente.
A principios de década de 1980 la producción de trucha era de 80 toneladas, sin embargo, después de la crisis económica de 1982, con la llegada de nuevas empresas y la introducción del salmón del Atlántico, cuyas primeras cosechas se realizarían a fines de 1987, se inició un acelerado crecimiento industrial, potenciado gracias a la labor de transferencia tecnológica realizada por la Fundación Chile a través de su filial Salmones Antártica —creada luego de la adquisición en 1981 de las instalaciones de Domsea Farms en Chile—. Por lo que si en 1984 la producción llegaba a 500 toneladas, cinco años después la cosecha de las tres especies alcanzaba las 5500 t, Luego de la rápida expansión durante los años 90, al 2005 la producción salmonera nacional ya llegaba a las 614 000 t.

#### Virus ISA
La salmonicultura tuvo un crecimiento sostenido hasta el 2007, cuando fue afectada por la aparición del virus ISA. Detectado en un centro de cultivo en isla Lemuy, provocó en los dos años siguientes una grave crisis sanitaria que a su vez generó una crisis económica y social en sector. Hacia 2009 se habían perdido más de 15 000 puestos de trabajo directos y las exportaciones del salmón Atlántico habían caído en un 20 %. Recién en 2012 la producción de salmón Atlántico volvería a niveles pre-crisis.

### Actualidad
En la actualidad la salmonicultura se desarrolla en la zona sur-austral de Chile, principalmente desde la Región de La Araucanía hasta Tierra del Fuego, con la ciudad de Puerto Montt como núcleo y el mar interior de la Región de Los Lagos y los canales y fiordos de Aysén como principales zonas de producción.
Al 2020 existe alrededor de una veintena de compañías productoras, muchas de ellas el resultado de fusiones y adquisiciones de las decenas de empresas que se llegaron a la industria desde mediados de los años 80. Las principales compañías chilenas —en términos de volumen de producción al año 2019— corresponden a AquaChile (Agrosuper), Multiexport Foods, Salmones Camanchaca y Salmones Blumar. También existe un importante número de empresas de capitales extranjeros que al 2018 —luego del anuncio de la adquisición de la compañía chilena Australis Seafoods por parte del conglomerado chino Legends Holding— controlaba el 37 % de las exportaciones de la industria chilena (con base en las figuras de 2018), incluyendo de Noruega (Mowi), Japón (Salmones Antártica y Cermaq), Canadá (Cooke Aquaculture) y China (Australis).
En 2019 la cosecha de salmónidos llegó a 989 546 toneladas, de las cuales el 70,9 % correspondió a salmón del Atlántico, el 20,8 % a salmón Coho y el 8,3 % a trucha Arcoíris.

## Especies en producción

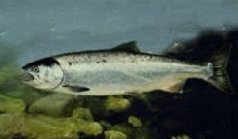
Salmón del Pacífico o Coho.

Oncorhynchus kisutch o salmón Coho. En 2004 Chile producía más de 100 000 toneladas, lo que representa cerca del 90 % de la producción mundial de esta especie. Actualmente (2011) se encuentra en prueba el uso de jaulas de cobre,(el cual tiene un comprobado uso antibactericida y antimicrobiano) con el objetivo de proteger los ejemplares de enfermedades y plagas, lo que podría tener resultados positivos a principios de 2012 con las primeras cosechas. Sin embargo el cobre es un metal altamente tóxico para muchas especies marina, especialmente durante la etapa más temprana de su desarrollo lo que podría tener nefastas consecuencias para la aun poco explorada biodiversidad marina del sur de Chile. Hasta un 23% de las especies vendidas están mal identificadas, son capturadas en vez de producidas, y provienen de fuentes sin licencia.

## Impacto ambiental
A lo largo de los años, la industria salmonera ha sido cuestionada por sus impactos en el medio ambiente, como la contaminación de los ecosistemas costeros por concentración de nutrientes, uso de antibióticos y otros químicos.
Asimismo, contribuye a la eutrofización de los océanos, debido a su aporte de nutrientes a la columna de agua provenientes tanto del alimento peletizado como de los desechos orgánicos producidos por los peces confinados. Si bien la relación entre los fenómenos de floraciones algales nocivas como la marea roja y la salmonicultura ha sido un tema disputado —puesto que también existen otras actividades humanas, como la agricultura y la urbanización del borde costero, que descargan nutrientes a los sistemas acuáticos—, de todas formas no ha dejado de ser un flanco de críticas de la actividad salmonera, particularmente después de la crisis de la marea roja de 2016 que afectó a la Región de Los Lagos.
Otra de las acusaciones también ha apuntado al alto uso de antibióticos por parte de la industria —principalmente en comparación con los productores noruegos— y los consiguientes riesgos asociados al excesivo uso de antimicrobianos. En 2014 la industria salmonera chilena utilizó 567 toneladas de antibióticos, cantidad 1500 veces superior a lo que utilizó Noruega ese mismo año. La alta dependencia en antimicrobianos por parte de empresas chilenas se debe a la presencia de una enfermedad bacteriana en las aguas chilenas — Septicemia rickettsial salmonídea (SRS)— que no está presente en el país nórdico. En 2019 la cantidad total fue de 304 toneladas, la cifra más baja desde 2011.
La industria también ha sido criticada por los escapes de salmones, los cuales tendrían efectos dañinos en el medio ambiente, entre ellos la depredación de especies nativas y la transmisión de enfermedades a fauna silvestre. Según el Servicio Nacional de Pesca y Acuicultura, entre 2010 y 2019 hay registro de 66 eventos de fuga de salmónidos, los cuales en total sumaron 4 537 314 ejemplares escapados. En 2020 la Superintendencia del Medio Ambiente multó a Mowi (ex Marine Harvest) por «daño ambiental irreparable» a raíz del escape de más de 690 000 peces en isla Huar en 2018. La multa, que ascendió a 6,6 millones de dólares, ha sido la más alta que ha aplicado el organismo en su historia.